# Caylus
Caylus é um jogo de tabuleiro criado por William Attia e editado pela Ystari Games.

## Mecânica do jogo
Neste jogo os jogadores são construtores que devem construir um castelo e desenvolver a vila ao redor para ganhar pontos de prestígio. Quem fizer mais pontos de prestígio ganha o jogo. O tabuleiro é dividido em várias partes:
O castelo, composto de 3 seções (masmorras, muros e torres) e ligado a ele a estrada onde ao longo desta estrada, vão ser colocadas as construções da vila. As construções trazem recursos, dinheiro, prestígio e favores do rei. Os recursos são: comida, madeira, pedra, roupa e ouro. Há também dinheiro.

### Fases
O jogo é dividido em 7 fases:
- FASE 1 - Receber dinheiro
- FASE 2 – Colocação de trabalhadores (cada jogador tem 6 trabalhadores)
  - Pode-se colocar um trabalhador numa construção especial, neutra ou fixa;
  - ou colocar um trabalhador numa construção de outro jogador;
  - ou colocar um trabalhador numa de suas construções;
  - ou colocar um trabalhador no castelo;
  - ou passar.

Só pode haver um trabalhador por construção, exceto no castelo.
- FASE 3 - ativar as construções especiais

Cada construção especial dá um "poder" ao jogador que colocou seu trabalhador nela.
- FASE 4 – Mover o "provost"

O "provost" fica se movendo pelas construções na estrada e indica até qual construção a rodada vai. Ou seja, de onde ele estiver pra trás (próximo ao castelo) serão ativadas e quem possuir trabalhadores sobre estas peças poderão ganhar os recursos destas casas. Os demais, que estão depois do "provost" não recebem nada e pegam seus trabalhadores de volta.
- FASE 5 – Ativar as construções

Todas as que estiverem do "provost" para o castelo (para trás) são ativadas.
- FASE 6 – Construindo o castelo

Os jogadores que colocaram trabalhadores no castelo agora podem trocar 3 recursos diferentes (um tem que ser comida) por uma casa que será colocada num dos espaços do castelo. O jogador que construir mais casas no turno ganha um favor do rei.
- FASE 7 – Fim do turno

Ajusta-se a posição do "provost".
- Favores reais

Existe uma tabela com os favores reais. Você anda nas categorias da tabela, ganhando dinheiro ou recursos ou prestígio ou desconto na construção.